# Роман Стурк
Роман Стурк (чеськ. Roman Szturc, 25 вересня 1989, Карвіна) — чеський хокеїст, нападник.
Вихованець клубу ХК «Вітковіце», з сезону 2004/2005 років виступає за юнацьку та молодіжну команди ХК «Вітковіце». В сезоні 2008/2009 років дебютував в основному складі клубу у чеській екстралізі, провів шість матчів, решту матчів зіграв за ХК «Поруба» (другий дивізіон) — 13 матчів, набрав 3 очка (1 + 2) та за ХК «Слезан» (Опава) (третій дивізіон) — 2 матчі, набрав три очки (2 + 1).
Роман Стурк залучався до лав юнацької та молодіжної збірної Чехії, зокрема чемпіонату світу з хокею із шайбою серед юніорських команд 2007 року та чемпіонатів світу з хокею із шайбою серед молодіжних команд 2008 та 2009 років.
З сезону 2010/2011 років є постійним гравцем основного складу ХК «Вітковіце», провів 183 матчі в чемпіонатах Чехії. У складі ХК «Вітковіце» виступав на престижному Кубку Шпенглера у 2011 та 2012 роках.